# Łubnice (Santacroce)
Łubnice è un comune rurale polacco del distretto di Staszów, nel voivodato della Santacroce.
Ricopre una superficie di 84,01 km² e nel 2004 contava 4 431 abitanti.